# Peter I van Aragon
Peter I van Aragón (ca. 1068 – 27 of 28 september 1104) was van 1094 tot aan zijn dood koning van Aragón en Navarra. Hij behoorde tot het huis Jiménez.

## Levensloop
Peter I was de zoon van koning Sancho I van Aragón en diens eerste echtgenote Isabella van Urgell. In 1094 volgde hij zijn vader op als koning van Aragón en Navarra.
Peter zette de strijd tegen de Moren verder die zijn vader was begonnen. Na een zege tegen de taifakoning van Zaragoza en diens Castiliaanse bondgenoten in de Slag bij Alcoraz op 18 november 1096, kon hij de stad Huesca veroveren. Om de Reconquista te kunnen verderzetten, sloot hij in 1097 een verbond met El Cid. Na een belegering van een jaar slaagde Peter erin om op 18 oktober 1100 de lang bevochten stad Barbastro te veroveren, waarmee hij de grens tussen het koninkrijk Aragón en Al-Andalus kon verschuiven tot aan de rivier Ebro. In de herfst van 1102 begon Peter de belegering van de stad Zaragoza. Deze belegering mislukte echter door een massief tegenoffensief van de Almoraviden, waarbij Peters neef Ermengol V van Urgell sneuvelde.
In september 1104 stierf hij op 35- of 36-jarige leeftijd, enkele maanden nadat ook zijn kinderen overleden waren. Hij werd bijgezet in het klooster San Juan de la Peña en als koning van Aragón en Navarra opgevolgd door zijn halfbroer Alfons I, die de strijd tegen de taifa Zaragoza succesvol verderzette. 

## Huwelijk en nakomelingen
In januari 1086 huwde Peter in Jaca met Agnes van Poitou (overleden in 1097), dochter van graaf Willem VIII van Aquitanië. Ze kregen twee kinderen:
- Peter (overleden in 1104), huwde in 1099 met Maria Rodríguez, dochter van El Cid.
- Isabella (overleden voor 1104)

Na de dood van Agnes hertrouwde hij op 16 augustus 1097 met Bertha (1075 - voor 1111), mogelijk een dochter van graaf Thomas I van Savoye. Dit huwelijk bleef kinderloos.

## Voorouders
| Voorouders van Peter I van Aragón | Voorouders van Peter I van Aragón                                | Voorouders van Peter I van Aragón                                | Voorouders van Peter I van Aragón                                | Voorouders van Peter I van Aragón                                | Voorouders van Peter I van Aragón                                 | Voorouders van Peter I van Aragón                                 | Voorouders van Peter I van Aragón                                 | Voorouders van Peter I van Aragón                                 |
| --------------------------------- | ---------------------------------------------------------------- | ---------------------------------------------------------------- | ---------------------------------------------------------------- | ---------------------------------------------------------------- | ----------------------------------------------------------------- | ----------------------------------------------------------------- | ----------------------------------------------------------------- | ----------------------------------------------------------------- |
| Overgrootouders                   | Sancho III van Navarra (994-1035) ∞ Sancha van Aybar (-)         | Sancho III van Navarra (994-1035) ∞ Sancha van Aybar (-)         | Bernard Rogier van Foix (962-1034) ∞ Gersendis van Bigorre (-)   | Bernard Rogier van Foix (962-1034) ∞ Gersendis van Bigorre (-)   | Armengol II van Urgel (101-1035) ∞ Constanza van Besalú (-)       | Armengol II van Urgel (101-1035) ∞ Constanza van Besalú (-)       | Guillermo I van Besalú (-1052) ∞ Adelaide van Provence] (-)       | Guillermo I van Besalú (-1052) ∞ Adelaide van Provence] (-)       |
| Grootouders                       | Ramiro I van Aragón (1006-1063) ∞ Gilberga van Comminges (-1054) | Ramiro I van Aragón (1006-1063) ∞ Gilberga van Comminges (-1054) | Ramiro I van Aragón (1006-1063) ∞ Gilberga van Comminges (-1054) | Ramiro I van Aragón (1006-1063) ∞ Gilberga van Comminges (-1054) | Ermengol III van Urgell (1032-1065) ∞ Adelheid van Besalú (-1054) | Ermengol III van Urgell (1032-1065) ∞ Adelheid van Besalú (-1054) | Ermengol III van Urgell (1032-1065) ∞ Adelheid van Besalú (-1054) | Ermengol III van Urgell (1032-1065) ∞ Adelheid van Besalú (-1054) |
| Ouders                            | Sancho I van Aragón (1043-1094) ∞ Isabella van Urgell (-1071)    | Sancho I van Aragón (1043-1094) ∞ Isabella van Urgell (-1071)    | Sancho I van Aragón (1043-1094) ∞ Isabella van Urgell (-1071)    | Sancho I van Aragón (1043-1094) ∞ Isabella van Urgell (-1071)    | Sancho I van Aragón (1043-1094) ∞ Isabella van Urgell (-1071)     | Sancho I van Aragón (1043-1094) ∞ Isabella van Urgell (-1071)     | Sancho I van Aragón (1043-1094) ∞ Isabella van Urgell (-1071)     | Sancho I van Aragón (1043-1094) ∞ Isabella van Urgell (-1071)     |
| Alfons I van Aragón (1073-1134)   |                                                                  |                                                                  |                                                                  |                                                                  |                                                                   |                                                                   |                                                                   |                                                                   |